# Bobry (Kaliningrad)
Bobry (russisch Бобры, deutsch Babillen, 1938 bis 1945 Billen sowie Gurbischken, 1938 bis 1945 Nettelhorst und Lepalothen, Kirchspiel Szillen, 1938 bis 1945 Siebenkirchberg und Padaggen, 1933 bis 1945 Brandenhof) ist ein Ort in der russischen Oblast Kaliningrad. Er gehört zur kommunalen Selbstverwaltungseinheit Stadtkreis Neman im Rajon Neman. Bobry erstreckt sich heute allerdings vor allem auf den ehemaligen Ort Schwirblienen, 1938 bis 1945 Mühlenhöh. Die Ortsstellen Lepalothen und Padaggen sind verlassen.

## Geographische Lage
Bobry liegt 18 Kilometer südwestlich der Kreisstadt Neman (Ragnit) an einer Nebenstraße (27K-068), die Schilino (Szillen, 1936 bis 1946 Schillen) mit Bolschakowo (Groß Skisgirren, 1938 bis 1946 Kreuzingen) verbindet. Schilino ist die nächste Bahnstation an der zurzeit nicht mehr betriebenen Bahnstrecke Tschernjachowsk–Sowetsk (Insterburg–Tilsit).

## Geschichte

### Babillen (Billen)
Babillen war eine Streusiedlung, die aus großen und kleineren Höfen bestand. Bei der Bildung der Amtsbezirke im Jahr 1874 gelangte die Landgemeinde in den Amtsbezirk Szillen. Sie gehörte bis 1922 zum Kreis Ragnit, danach zum Landkreis Tilsit-Ragnit im Regierungsbezirk Gumbinnen der preußischen Provinz Ostpreußen.
Im Jahre 1910 waren in Babillen 110 Einwohner registriert. Ihre Zahl betrug 1933 117 und belief sich 1939 auf 124. Inzwischen war im Jahr 1938 der Ort in Billen umbenannt worden. Wie alle Dörfer im nördlichen Ostpreußen wurde der Ort im Jahre 1945 der Sowjetunion zugeordnet.

### Gurbischken (Nettelhorst) / Gorbunowo
Gurbischken bestand aus einem großen Hof, der bei der Bildung der Amtsbezirke im Jahr 1874 als Landgemeinde in den Amtsbezirk Szillen gelangte. Sie gehörte bis 1922 zum Kreis Ragnit, danach zum Landkreis Tilsit-Ragnit im Regierungsbezirk Gumbinnen der preußischen Provinz Ostpreußen.
Im Jahre 1910 waren in Gurbischken 50 Einwohner registriert. Im Jahr 1938 wurde der Ort in Nettelhorst umbenannt, und im selben Jahr nach Schillen eingemeindet. Wie alle Dörfer im nördlichen Ostpreußen wurde der Ort im Jahre 1945 der Sowjetunion zugeordnet.
Im Jahr 1950 wurde der Ort wieder eigenständig in Gorbunowo umbenannt und gleichzeitig dem Dorfsowjet Schilinski im Rajon Sowetsk zugeordnet.

### Lepalothen (Siebenkirchberg) / Schtscherbakowo
Der Ort Lepalothen bestand aus einigen großen und kleinen Höfen. Bei der Bildung der Amtsbezirke im Jahr 1874 gelangte die Landgemeinde in den Amtsbezirk Neuhof. Sie gehörte bis 1922 zum Kreis Ragnit, danach zum Landkreis Tilsit-Ragnit im Regierungsbezirk Gumbinnen der preußischen Provinz Ostpreußen.
Im Jahre 1910 waren in Lepalothen 99 Einwohner registriert. Ihre Zahl betrug 1933 119 und belief sich 1939 auf 103. Inzwischen war im Jahr 1938 der Ort in Siebenkirchberg umbenannt worden. Wie alle Dörfer im nördlichen Ostpreußen wurde der Ort im Jahre 1945 der Sowjetunion zugeordnet.
Im Jahr 1950 wurde der Ort in Schtscherbakowo umbenannt und gleichzeitig dem Dorfsowjet Schilinski im Rajon Sowetsk zugeordnet.

### Padaggen (Brandenhof) / Lazarewo
Der Ort Padaggen bestand aus mehreren kleinen Gehöften. Bei der Bildung der Amtsbezirke im Jahr 1874 gelangte die Landgemeinde in den Amtsbezirk Neuhof. Sie gehörte bis 1922 zum Kreis Ragnit, danach zum Landkreis Tilsit-Ragnit im Regierungsbezirk Gumbinnen der preußischen Provinz Ostpreußen. Im Jahre 1910 waren in Padaggen 99 Einwohner registriert.
Im Jahr 1933 wurde der Ort in Brandenhof umbenannt. Die Einwohnerzahl betrug 1933 97 und belief sich 1939 auf 95. Wie alle Dörfer im nördlichen Ostpreußen wurde der Ort im Jahre 1945 der Sowjetunion zugeordnet.
Im Jahr 1950 wurde der Ort in Lazarewo umbenannt und gleichzeitig dem Dorfsowjet Schilinski im Rajon Sowetsk zugeordnet.

### Schwirblienen (Mühlenhöh)
Die einst Schwirblienen genannte Landgemeinde war zwischen 1874 und 1945 in den Amtsbezirk Anstippen (ab 1939 „Amtsbezirk Ansten“) eingegliedert. Er gehörte bis 1922 zum Kreis Ragnit, danach zum Landkreis Tilsit-Ragnit im Regierungsbezirk Gumbinnen der preußischen Provinz Ostpreußen.
Im Jahre 1910 waren in Schwirblienen 181 Einwohner registriert. Ihre Zahl betrug 1933 schon 185 und belief sich 1939 auf 201. Aus politisch-ideologischen Gründen der Vermeidung fremdländisch klingender Ortsnamen wurde Schwirblienen am 3. Juni – amtlich bestätigt am 16. Juli – des Jahres 1938 in „Mühlenhöh“ umbenannt. Wie alle Dörfer im nördlichen Ostpreußen wurde auch Mühlenhöh im Jahre 1945 der Sowjetunion zugeordnet.

### Bobry
Im Jahr 1950 wurde der Ort Babillen in Bobry umbenannt und gleichzeitig dem Dorfsowjet Schilinski selski Sowet im Rajon Sowetsk zugeordnet. Vor 1976 wurden die Orte Gorbunowo, Lazarewo und Schtscherbakowo an Bobry angeschlossen. Von 2008 bis 2016 gehörte Bobry zur Landgemeinde Schilinskoje selskoje posselenije und seither zum Stadtkreis Neman.

## Kirche
Die Einwohner Schwirblienens resp. Mühlenhöhs waren vor 1945 in ihrer überwiegender Mehrzahl evangelischer Konfession. So war das Dorf in das Kirchspiel der Kirche Szillen eingepfarrt, die zur Diözese Ragnit im Kirchenkreis Tilsit-Ragnit innerhalb der Kirchenprovinz Ostpreußen der Kirche der Altpreußischen Union gehörte. Heute liegt Bobry im  Einzugsbereich der neu entstandenen evangelisch-lutherischen Gemeinden in Sabrodino (Lesgewangminnen, 1938 bis 1946 Lesgewangen) oder auch in Bolschakowo (Groß Skaisgirren, 1938 bis 1946 Kreuzingen), die beide Teil der Propstei Kaliningrad (Königsberg) in der Evangelisch-lutherischen Kirche Europäisches Russland sind.